# Artey-Falize
Artey-Falize is een voormalige gemeente in de Belgische provincie Namen. Het gebied met een oppervlakte van 5,45 km² bestaat uit twee kleine aangrenzende gehuchten Arthey (huidige schrijfwijze) of Artey (vroegere schrijfwijze) en La Falize en ligt in Rhisnes, een deelgemeente van La Bruyère.
Beide gehuchten bestaan elk hoofdzakelijk uit een groot kasteeldomein. De domeinen worden van elkaar gescheiden door het riviertje de Hoyoux dat de grens ertussen vormt terwijl het volledige gebied van de dorpskom van Rhisnes gescheiden wordt door de in 1972 aangelegde autosnelweg E42/A15.

## Kasteeldomeinen
Het kasteeldomein Arthey bestaat uit een kasteel in Lodewijk XVI-stijl uit het begin van de 19de eeuw, een aantal kleine huisjes uit de 17de eeuw, een kleine hoeve uit de 18de eeuw, de versterkte kasteelhoeve uit de 17de eeuw die vroeger de zetel was van de heerlijkheid Arthey, een schuur die dateert van 1699 en een watermolen uit de 17de eeuw.
Het kasteeldomein La Falize bestaat uit een grote versterkte kasteelhoeve in Maaslandse renaissancestijl uit de 16de en 17de eeuw. Deze was vroeger de zetel van de heerlijkheid La Falize. Het Bois de Chétine dat errond ligt, maakt eveneens deel uit van het kasteeldomein.
Beide domeinen zijn in het bezit van de familie de Mévius, een van de belangrijkste familiale aandeelhouders van brouwerijketen InBev. 140 hectare van de domeinen worden voor biologische landbouw gebruikt.

## Geschiedenis
Arthey en Falize maakten in de vroege middeleeuwen samen met Rhisnes deel uit van het Graafschap Namen. Elke van de gehuchten had in de 13de eeuw reeds een kapel die afhing van de parochie Rhisnes. In 1419 werd er een vergunning verleend voor de uitbating van een watermolen op de Hoyoux te Arthey.
De heerlijkheid La Falize kwam in 1626 in handen van de familie de Glymes. Door erfopvolging bleef deze familie de heerlijkheid behouden. In 1748 verwierf Honoré de Glymes ook de heerlijkheid Arthey en werden beide heerlijkheden verenigd. In 1784 telde Artey-Falize, zoals de nieuwe verenigde heerlijkheid werd genoemd, 46 inwoners.
Bij het ontstaan van de gemeenten in 1795 werd Artey-Falize een zelfstandige gemeente. Wegens het geringe aantal inwoners werd de gemeente reeds in 1806 opgeheven. Op dat moment waren er 45 inwoners. Ondanks het feit dat Artey-Falize kerkelijk van Rhisnes afhing en op kortere afstand ervan gelegen was, werd de voormalige gemeente toch bij Suarlée gevoegd. In 1837 werd Artey-Falize met zijn 64 inwoners opgenomen in de gemeente Rhisnes.
In de 19de eeuw kwamen de kasteeldomeinen door huwelijk in Spaanse handen terecht. Rond 1870 verwierf de familie De Mévius eerst het domein Arthey en daarna het domein La Falize.